# Набієв Ельмір Маіс огли
Ельмір Маіс огли Набієв(нар. 4 жовтня 2000) — український боксер легшої ваги, дворазовий чемпіон України з боксу, призер міжнародних боксерських змагань. Майстер спорту України міжнародного класу з боксу.

## Життєпис
Вихованець миколаївської ДЮСШ № 2.
На чемпіонаті України з боксу 2021 року в Одесі виборов золоту медаль у ваговій категорії до 54 кг, перемігши у фіналі змагань донечанина Ростислава Білостоцького.
Учасник чемпіонату світу з боксу 2021 року в Белграді (Сербія), в 1/16 фіналу поступився фіналісту літніх Олімпійських ігор 2016 року Йоелю Фінолю (Венесуела).
На чемпіонаті України з боксу 2022 року в Івано-Франківську дістався фіналу змагань, де поступився Павлу Коваленку.
На молодіжному чемпіонаті Європи з боксу 2022 року в Поречі (Хорватія) дістався півфіналу змагань, де поступився Руслану Гадирову (Азербайджан), виборовши бронзову медаль.
Учасник чемпіонату Європи з боксу 2022 року в Єревані (Вірменія), у чвертьфіналі змагань поступився майбутньому чемпіону Європи Білалу Беннама (Франція).
На чемпіонаті України з боксу 2023 року у Львові виборов золоту медаль у ваговій категорії до 54 кг, перемігши у фіналі змагань львів'янина Івана Завадського.